# Dan-Eric Nilsson
Dan-Eric Nilsson, född 1954, är en svensk zoolog. Han disputerade 1983 vid Lunds universitet där han senare blivit professor i zoologi (funktionell morfologi). Han invaldes 2002 som ledamot av Vetenskapsakademien.

### Fotnoter
1. ↑  läs online, www.leopoldina.org .[källa från Wikidata]
2. ↑  ORCID-id: 0000-0003-1028-9314, läst: 26 mars 2019.[källa från Wikidata]
3. ↑  ORCID Public Data File 2023, 27 september 2023, 10.23640/07243.24204912.V1, läs onlineläs online, läst: 10 november 2023.[källa från Wikidata]
4. ↑  Nilsson, Dan-Eric (1983) (på engelska). Proximal refractive index gradients in the crystalline cones of crustacean compound eyes. Lund. Libris 352992